# Llista de monuments de la Canal de Navarrés
Llista de monuments de la Canal de Navarrés inscrits en l'Inventari General del Patrimoni Cultural Valencià per la comarca de la Canal de Navarrés. S'inclouen els monuments declarats com a Béns d'Interés Cultural (BIC), classificats com a béns immobles sota la categoria de monuments (realitzacions arquitectòniques o d'enginyeria, i obres d'escultura colossal), i els monuments declarats com a Béns immobles de rellevància local (BRL). Estan inscrits en l'Inventari General del Patrimoni Cultural Valencià, en les seccions 1a i 2a respectivament.

## Anna
| Monument                                       | Prot.? | Estil/època | Localització            | Coordenades                                          | Codi?         | Imatge |
| ---------------------------------------------- | ------ | ----------- | ----------------------- | ---------------------------------------------------- | ------------- | --- |
| Castell-Palau dels comtes de Cervelló          | BIC    |             | Anna Passeig Alameda, 4 | 39° 01′ 18″ N, 0° 38′ 34″ O / 39.021706°N,0.642727°O | RI-51-0010670 | Palau dels comtes de Cervelló (Anna) · Vegeu més fotos d'aquest monument · Carregueu una nova foto d'aquest monument                  |
| Ermita del Crist de la Providència             | BRL    | S.XVIII     | Anna Barri de las Eras  | 39° 01′ 18″ N, 0° 38′ 55″ O / 39.021767°N,0.648575°O | 46.22.039-004 | Ermita del Crist de la Providència (Anna) · Vegeu més fotos d'aquest monument · Carregueu una nova foto d'aquest monument             |
| Església parroquial de la Immaculada Concepció | BRL    |             | Anna                    | 39° 01′ 18″ N, 0° 38′ 39″ O / 39.021603°N,0.644139°O | 46.22.039-001 | Església parroquial de la Immaculada Concepció (Anna) · Vegeu més fotos d'aquest monument · Carregueu una nova foto d'aquest monument |

## Bicorb
| Monument                                     | Prot.? | Estil/època       | Localització           | Coordenades                                          | Codi?         | Imatge |
| -------------------------------------------- | ------ | ----------------- | ---------------------- | ---------------------------------------------------- | ------------- | --- |
| Castell-Palau del Senyor de Bicorb           | BIC    | Renaixement S.XVI | Bicorb Pl. Castell, 16 | 39° 07′ 54″ N, 0° 47′ 13″ O / 39.131542°N,0.787068°O | RI-51-0010977 | Palau del Senyor de Bicorp (Bicorb) · Vegeu més fotos d'aquest monument · Carregueu una nova foto d'aquest monument                   |
| Fort de Las Pedrizas                         | BIC    |                   | Bicorb Las Pedrizas    | 39° 08′ 34″ N, 0° 47′ 56″ O / 39.142817°N,0.798922°O | 46.22.071-003 | Carregueu una nova foto d'aquest monument                                                                                             |
| Església parroquial de Sant Joan Evangelista | BRL    |                   | Bicorb                 | 39° 07′ 59″ N, 0° 47′ 16″ O / 39.13306°N,0.78778°O   | 46.22.071-001 | Església parroquial de Sant Joan Evangelista (Bicorb) · Vegeu més fotos d'aquest monument · Carregueu una nova foto d'aquest monument |

## Bolbait
| Monument                                      | Prot.? | Estil/època | Localització                           | Coordenades                                          | Codi?         | Imatge |
| --------------------------------------------- | ------ | ----------- | -------------------------------------- | ---------------------------------------------------- | ------------- | --- |
| Castell                                       | BIC    |             | Bolbait Vessant que domina la població | 39° 03′ 48″ N, 0° 40′ 32″ O / 39.063393°N,0.675579°O | RI-51-0010758 | Castell (Bolbait) · Vegeu més fotos d'aquest monument · Carregueu una nova foto d'aquest monument                                       |
| Ermita de Santa Bàrbara                       | BRL    |             | Bolbait                                | 39° 04′ 05″ N, 0° 40′ 37″ O / 39.06817°N,0.67707°O   | 46.22.073-004 | Ermita de Santa Bàrbara (Bolbait) · Vegeu més fotos d'aquest monument · Carregueu una nova foto d'aquest monument                       |
| Església parroquial de Sant Francesc de Paula | BRL    |             | Bolbait                                | 39° 03′ 45″ N, 0° 40′ 28″ O / 39.062536°N,0.674561°O | 46.22.073-001 | Església parroquial de Sant Francesc de Paula (Bolbait) · Vegeu més fotos d'aquest monument · Carregueu una nova foto d'aquest monument |

## Énguera
| Monument                                                                        | Prot.? | Estil/època                                   | Localització                               | Coordenades                                          | Codi?         | Imatge |
| ------------------------------------------------------------------------------- | ------ | --------------------------------------------- | ------------------------------------------ | ---------------------------------------------------- | ------------- | --- |
| Castell                                                                         | BIC    | Arquitectura islàmica - Arquitectura medieval | Énguera Turó pròxim al nucli urbà          | 38° 58′ 36″ N, 0° 40′ 44″ O / 38.97654°N,0.678906°O  | RI-51-0010676 | Castell (Énguera) · Vegeu més fotos d'aquest monument · Carregueu una nova foto d'aquest monument                                     |
| Església parroquial de Sant Miquel Arcàngel d'Énguera                           | BIC    | Manierisme S.XVI; S.XVII                      | Énguera Pl. l'Església                     | 38° 58′ 42″ N, 0° 41′ 14″ O / 38.97827°N,0.687344°O  | RI-51-0011584 | Església parroquial de Sant Miquel Arcàngel (Énguera) · Vegeu més fotos d'aquest monument · Carregueu una nova foto d'aquest monument |
| Ermita de Sant Cristòfol                                                        | BRL    | S.XVI                                         | Énguera Camí del Cementeri                 | 38° 58′ 42″ N, 0° 41′ 50″ O / 38.978304°N,0.697312°O | 46.22.118-009 | Carregueu una nova foto d'aquest monument                                                                                             |
| Església de la Sagrada Família, antic convent del Carme, actual Casa de Cultura | BRL    | S.XVII (1654-1655); S.XX (1940) restauració   | Énguera Pl. Manuel Tolsa - pl. del Convent | 38° 58′ 53″ N, 0° 41′ 13″ O / 38.98142°N,0.686883°O  | 46.22.118-001 | Església de la Sagrada Família (Énguera) · Vegeu més fotos d'aquest monument · Carregueu una nova foto d'aquest monument              |
| Església de Sant Rafael, o Residencia d'ancians                                 | BRL    |                                               | Énguera                                    | 38° 58′ 47″ N, 0° 41′ 06″ O / 38.97972°N,0.68497°O   | 46.22.118-006 | Carregueu una nova foto d'aquest monument                                                                                             |
| Església parroquial de la Mare de Déu del Betlem                                | BRL    |                                               | Énguera                                    | 38° 55′ 15″ N, 0° 52′ 53″ O / 38.92094°N,0.8815°O    | 46.22.118-007 | Carregueu una nova foto d'aquest monument                                                                                             |
| Església parroquial de Sant Antoni de Pàdua                                     | BRL    |                                               | Énguera                                    | 39° 00′ 19″ N, 0° 49′ 53″ O / 39.00528°N,0.8315°O    | 46.22.118-005 | Carregueu una nova foto d'aquest monument                                                                                             |

## Millars
| Monument                                 | Prot.? | Estil/època           | Localització                                                  | Coordenades                                          | Codi?         | Imatge |
| ---------------------------------------- | ------ | --------------------- | ------------------------------------------------------------- | ---------------------------------------------------- | ------------- | --- |
| Castell de Corral Antón                  | BIC    | Arquitectura medieval | Millars Promontori proper al municipi                         | 39° 14′ 10″ N, 0° 46′ 38″ O / 39.236233°N,0.777208°O | RI-51-0010790 | Castell de Corral Antón (Millars) · Vegeu més fotos d'aquest monument · Carregueu una nova foto d'aquest monument                  |
| Castell de Cabas                         | BIC    | Arquitectura medieval | Millars Promontori sobre el riu Xúquer al nord de la població | 39° 15′ 27″ N, 0° 48′ 07″ O / 39.257543°N,0.801853°O | RI-51-0010789 | Carregueu una nova foto d'aquest monument                                                                                          |
| El Castillet                             | BIC    | Arquitectura medieval | Millars Als afores del nucli de població                      | 39° 14′ 31″ N, 0° 46′ 03″ O / 39.241811°N,0.767606°O | RI-51-0010800 | El Castillet (Millars) · Vegeu més fotos d'aquest monument · Carregueu una nova foto d'aquest monument                             |
| Ermita de Sant Roc                       | BRL    |                       | Millars                                                       | 39° 14′ 14″ N, 0° 46′ 32″ O / 39.23722°N,0.77554°O   | 46.22.167-004 | Ermita de Sant Roc (Millars) · Vegeu més fotos d'aquest monument · Carregueu una nova foto d'aquest monument                       |
| Església parroquial de la Transfiguració | BRL    |                       | Millars                                                       | 39° 14′ 15″ N, 0° 46′ 19″ O / 39.23750°N,0.77203°O   | 46.22.167-001 | Església parroquial de la Transfiguració (Millars) · Vegeu més fotos d'aquest monument · Carregueu una nova foto d'aquest monument |

## Navarrés
| Monument                           | Prot.? | Estil/època                        | Localització                       | Coordenades                                          | Codi?         | Imatge |
| ---------------------------------- | ------ | ---------------------------------- | ---------------------------------- | ---------------------------------------------------- | ------------- | --- |
| Castell                            | BIC    | Arquitectura medieval              | Navarrés Turó proper a la població | 39° 06′ 35″ N, 0° 41′ 38″ O / 39.109784°N,0.693767°O | RI-51-0010802 | Castell (Navarrés) · Vegeu més fotos d'aquest monument · Carregueu una nova foto d'aquest monument                      |
| Ermita del Crist de la Salut       | BRL    |                                    | Navarrés                           | 39° 06′ 11″ N, 0° 41′ 34″ O / 39.103084°N,0.692818°O | 46.22.179-003 | Ermita del Crist de la Salut (Navarrés) · Vegeu més fotos d'aquest monument · Carregueu una nova foto d'aquest monument |
| Església parroquial de l'Assumpció | BRL    | Barroc, rococó S.XVIII (1747-1756) | Navarrés Pl. de la Iglesia, 11     | 39° 06′ 05″ N, 0° 41′ 36″ O / 39.101316°N,0.693314°O | 46.22.179-001 | Església parroquial de l'Assumpció (Navarrés) · Carregueu una nova foto d'aquest monument                               |

## Quesa
| Monument                                | Prot.?        | Estil/època                | Localització                    | Coordenades                                          | Codi?         | Imatge |
| --------------------------------------- | ------------- | -------------------------- | ------------------------------- | ---------------------------------------------------- | ------------- | --- |
| Castell                                 | BIC           | Arquitectura medieval àrab | Quesa Turó pròxim a la població | 39° 07′ 17″ N, 0° 44′ 19″ O / 39.121359°N,0.738523°O | RI-51-0010806 | Castell (Quesa) · Vegeu més fotos d'aquest monument · Carregueu una nova foto d'aquest monument                                 |
| Església parroquial de Sant Antoni Abat | BRL           |                            | Quesa                           | 39° 07′ 12″ N, 0° 44′ 19″ O / 39.119947°N,0.738731°O | 46.22.206-001 | Església parroquial de Sant Antoni Abat (Quesa) · Vegeu més fotos d'aquest monument · Carregueu una nova foto d'aquest monument |
| Calvari                                 | BRL etnològic |                            | Quesa                           | 39° 07′ 16″ N, 0° 44′ 25″ O / 39.12111°N,0.74028°O   | 46.22.206-003 | Calvari (Quesa) · Vegeu més fotos d'aquest monument · Carregueu una nova foto d'aquest monument                                 |

## Xella
| Monument                                  | Prot.? | Estil/època | Localització | Coordenades                                          | Codi?         | Imatge |
| ----------------------------------------- | ------ | ----------- | ------------ | ---------------------------------------------------- | ------------- | --- |
| Església parroquial de la Verge de Gràcia | BRL    |             | Xella        | 39° 02′ 41″ N, 0° 39′ 42″ O / 39.044687°N,0.661770°O | 46.22.107-001 | Església parroquial de la Verge de Gràcia (Xella) · Vegeu més fotos d'aquest monument · Carregueu una nova foto d'aquest monument |